# Terra del Foc

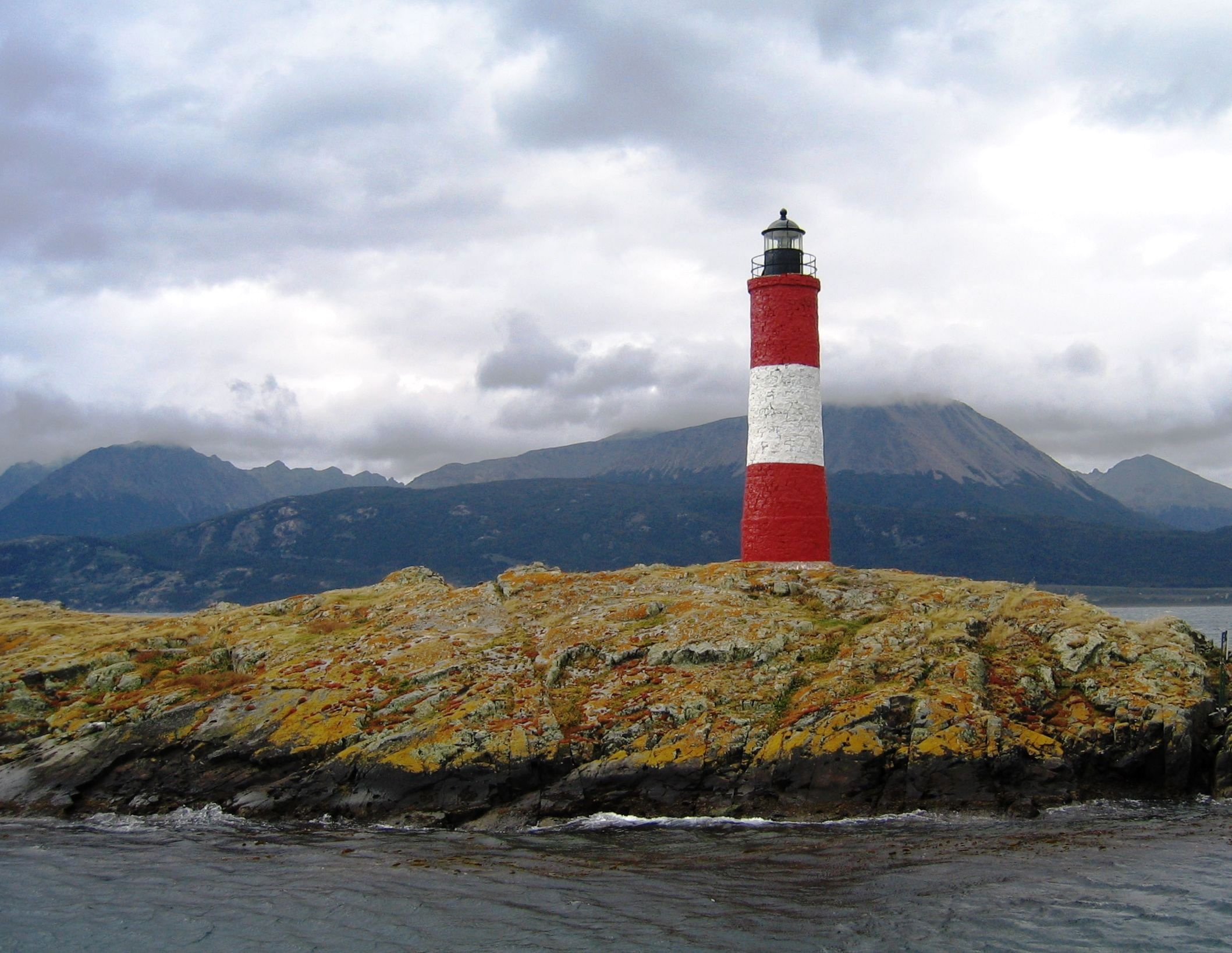
Far de la fi del món o Les Éclaireurs, a l'arxipèlag de la Terra del Foc

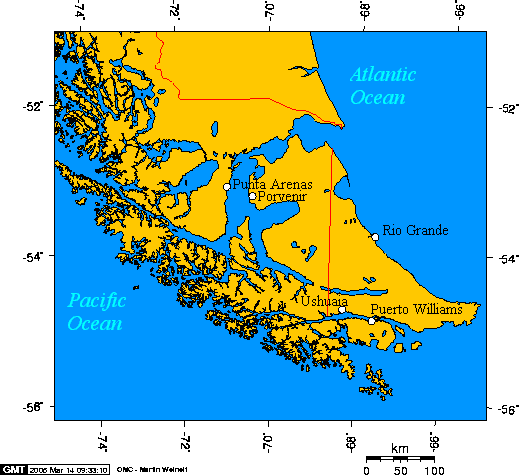
Mapa de l'arxipèlag

La Terra del Foc (castellà: 'Tierra del Fuego') és un arxipèlag de l'extrem sud d'Amèrica, continent del qual està separada per l'estret de Magallanes. L'arxipèlag està compost per una illa principal, anomenada l'illa Gran (castellà: 'Isla Grande de Tierra del Fuego'); i un bon nombre d'illes menors. L'illa Gran, que ocupa 48.100 km² d'un total de 73.753 km² de tot l'arxipèlag, té l'extrem nord situat aproximadament al paral·lel 52° sud. Les seves costes tenen frontera al sud amb el canal de Beagle, a l'est amb l'oceà Atlàntic i a l'oest amb el Pacífic. Aquesta illa gegantina, la 29a més gran del món, és compartida per Xile i l'Argentina, als quals estats correspon la part occidental i l'oriental, respectivament.
El nom actual va ser oficialitzat després de la Guerra de Successió a causa que el rei d'Espanya volgué castigar la ciutat de Xàtiva que s'havia oposat a la seva persona. Abans, el rei Felip V havia oficialitzat el nom de l'illa de Xàtiva (Isla de Xátiva) posat pel geògraf i pilot valencià Diego Ramírez d'Arellano el 1602 en un viatge per encàrrec reial. El nom recuperat actual s'atribueix en origen a Magalhães, que degué veure fogueres dels indígenes, que com indica el seu nom, no va ser fins a Ramírez d'Arellano que va quedar establert que efectivament era una illa.
El sector xilè té com a capital la petita ciutat de Porvenir, d'uns 5.000 habitants. Ushuaia és la capital de la part argentina, considerada la ciutat més meridional del món. La població de l'arxipèlag és de més de 100.000 persones, la majoria de les quals residents en territori argentí (només a Ushuaia ja hi vivien 57.198 l'any 2006).

## Pobles originaris
Quant a la població aborigen, l'arxipèlag de la Terra del Foc és habitat per l'Homo sapiens sapiens des de fa uns 10.000 anys. El primer poblament fou obra de paleoamericans, els quals haurien estat els antecessors dels yagans o yámana, els haush o mánekenk i, potser parcialment, dels alacalufs o kawésqar. Els yagans habitaven principalment la regió oriental; els alcalufs, les abruptes costes occidentals. Al segle xiv, una ètnia del conjunt amerindi, del subconjunt pàmpid i del llinatge dels patagons, coneguts com a ones o selknam, va ingressar a la Terra del Foc. Aquesta nova població s'ha instal·lat principalment a la regió estèpica (aproximadament la meitat nord de l'arxipèlag); del conjunt ona un llinatge va accedir a l'extrem sud-est del territori, on es va barrejar amb els yagans i va originar, així, l'ètnia mánekenk, coneguda vulgarment com a haush.

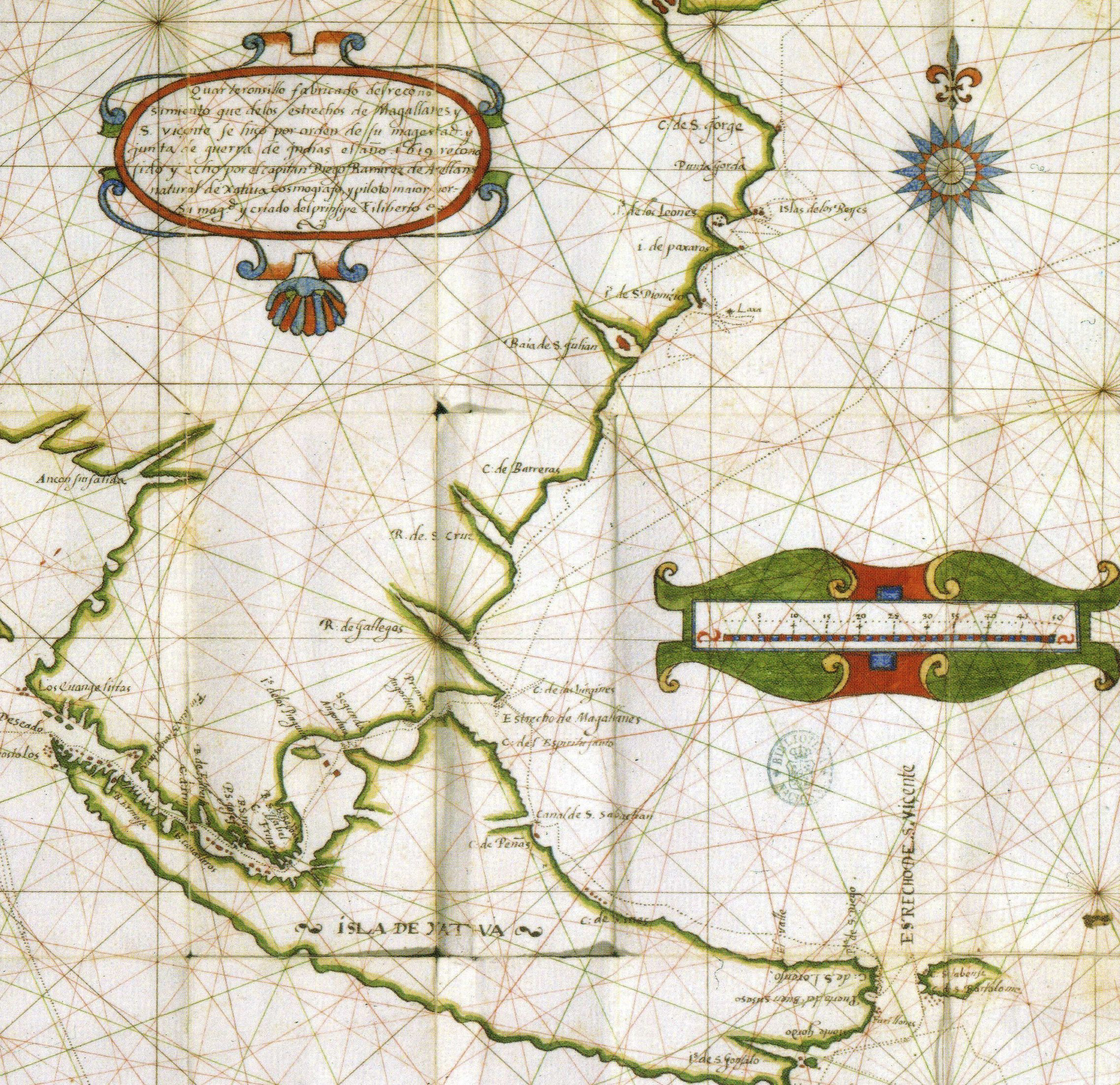
Mapa de Diego Ramírez de Arellano amb l'Illa de Xàtiva i part de la Patagònia

La majoria de la població aborigen va morir a la fi del segle xix i inici del segle xx, víctima d'epidèmies portades per immigrants europeus, i per l'acció deliberada dels colons patagons, essent-ne els croats arribats a aquestes zones els principals protagonistes. En l'actualitat, tota la població amb algun llinatge aborigen de l'arxipèlag es troba en mestissatge amb llinatges europeus o caucàsics i forma part de la població criolla.

## Història

### Prehistòria

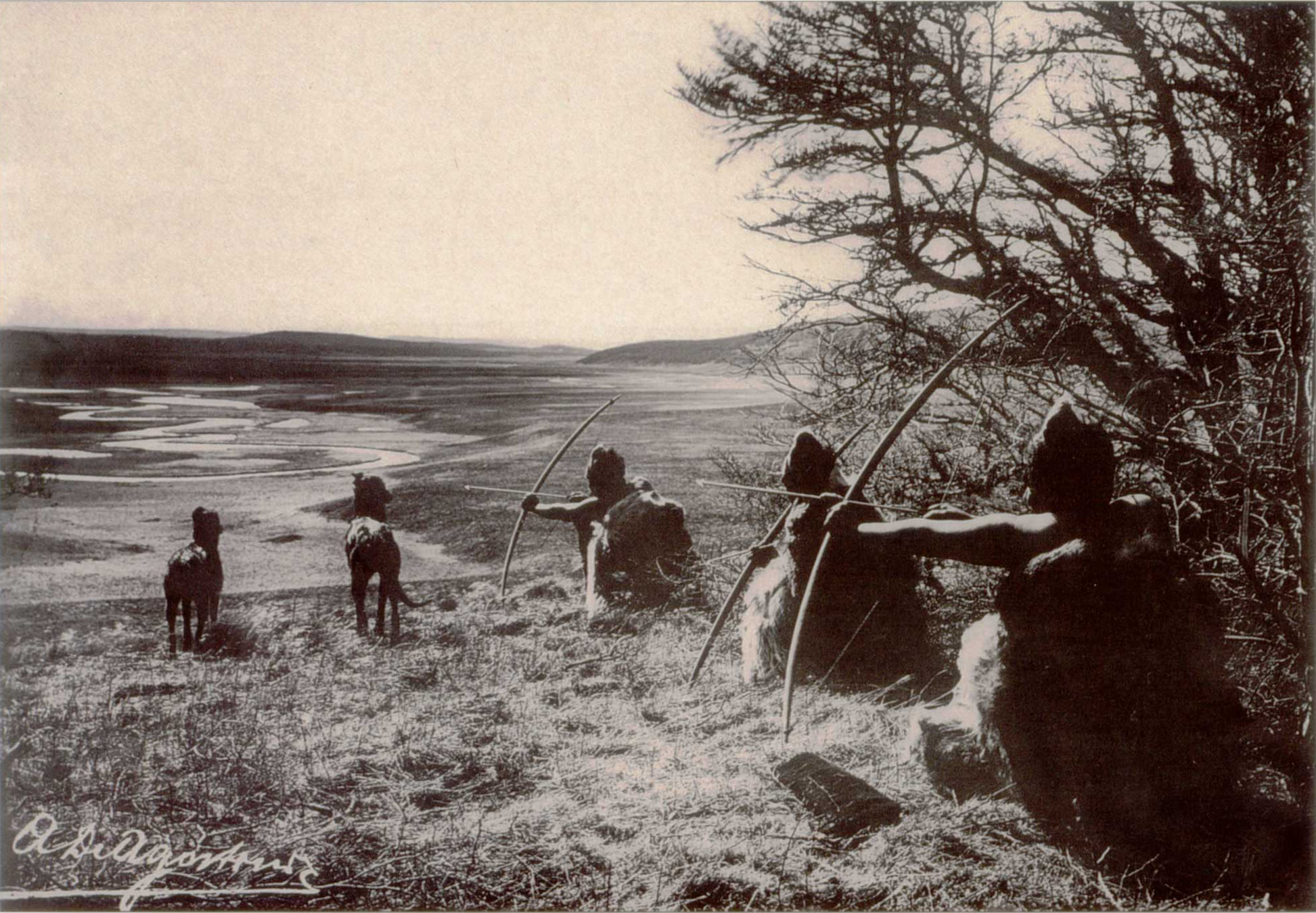
Caçadors de Selk'nam (1930)

El primer assentament humà es va produir aproximadament el 8.000 aC. Els Yamana van ser alguns dels primers humans coneguts que es van establir a Terra del Foc. S'han trobat jaciments arqueològics amb característiques de la seva cultura en llocs com l'illa de Navarino.

### Exploració europea

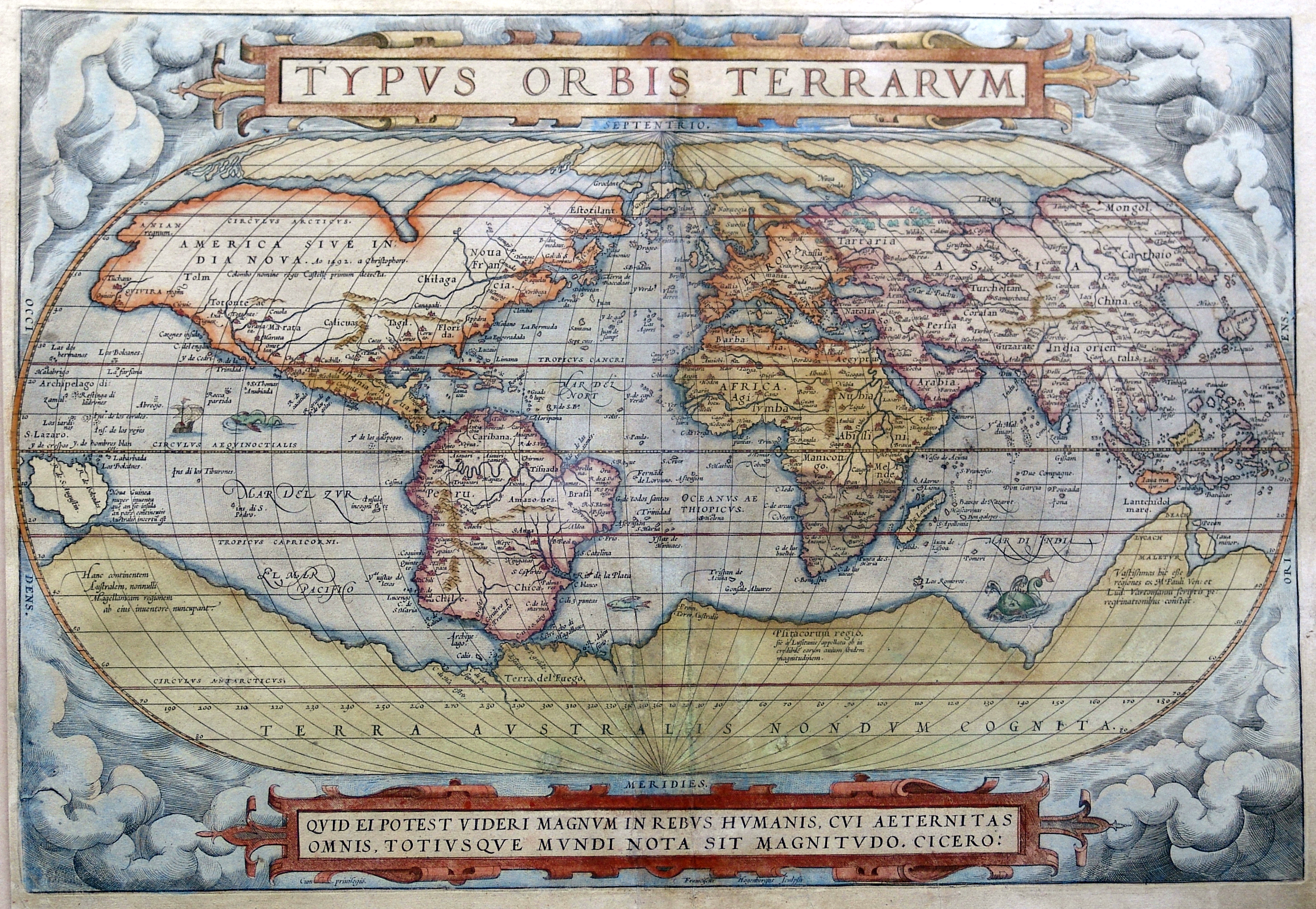
Mapa del món de 1572, quan es creia que la zona formava part del que es deia Terra Australis

El nom de Terra del Foc va ser donat per l'explorador portuguès Fernão de Magalhães mentre navegava cap a la Corona espanyola el 1520; va ser el primer europeu que va visitar aquestes terres. Creia que estava veient els molts focs del Yaghan, que eren visibles des del mar, i que els indis estaven esperant als boscos per emboscar la seva armada
El 1525, Francisco de Hoces va ser el primer a especular que la Terra del Foc era una o més illes en lloc de formar part del que llavors s'anomenava Terra Australis. Francis Drake el 1578 i una expedició de la Companyia Holandesa de les Índies Orientals el 1616 van aprendre més sobre la geografia. L'última expedició va anomenar Cap d'Hornos a l'illa d'Hornos..
En el seu primer viatge amb HMS Beagle l'any 1830, Robert FitzRoy va recollir quatre nadius de Fuegi, incloent Jemmy Button (Orundellico) i Yokcushlu, i els va portar a Anglaterra. Els tres que van sobreviure al viatge van ser portats a Londres per conèixer el rei i la reina i van ser, durant un temps, celebritats. Van tornar a la Terra del Foc en el Beagle amb Fitzroy i Charles Darwin, que van prendre notes extenses sobre la seva visita a les illes.

### Colonització europea i extinció dels nadius americans (1860–1910)
Els missioners anglicans, que havien establert missions a l'illa de Keppel el 1855, van establir noves missions el 1870 a Ushuaia. Aquestes missions van continuar funcionant durant el segle XIX. El missioner Thomas Bridges (1842–1898) va aprendre la llengua nativa i va compilar una gramàtica i un diccionari Yaghan de 30.000 paraules mentre treballava a Ushuaia. Es va publicar al segle XX i es va considerar una obra etnològica important.
Una expedició xilena de 1879 dirigida per Ramón Serrano Montaner va informar de grans quantitats d'or als rierols i els llits dels rius de la Terra del Foc. Això va provocar una immigració massiva a l'illa principal entre 1883 i 1909. Nombrosos argentins, xilens i croats es van establir a l'illa principal, el que va provocar un augment dels conflictes amb els nadius Selknam. Aquestes febres de l'or de finals del segle XIX van portar a la fundació de nombrosos petits assentaments per part d'immigrants com els assentaments argentins d'Ushuaia i Río Grande i els assentaments xilens de Porvenir i Puerto Toro.
Julius Popper, un explorador romanès, va ser un dels empresaris amb més èxit de la regió. Amb els drets concedits pel govern argentí per explotar qualsevol jaciment d'or que trobés a Terra del Foc, Popper ha estat identificat com una figura central del Genocidi selknam.
Després de la signatura del Tractat de Límits de 1881, la Terra del Foc es va dividir entre Argentina i Xile; anteriorment, havia estat reclamat en la seva totalitat pels dos països.

### Història recent (1940-present)
El 1945, una divisió de la CORFO xilena (acrònim espanyol de Production Development Corporation) dedicada a l'exploració de petroli va descobrir petroli al nord de la Terra del Foc. L'extracció va començar el 1949 i, el 1950, l'estatal xilena ENAP (Empresa Nacional del Petroli). Fins al 1960, la major part del petroli extret a Xile procedia de la Terra del Foc. Durant la Dècada del 1940 Xile i Argentina van presentar les seves reclamacions antàrtiques. A la Dècada del 1950, l'exèrcit xilè va fundar Puerto Williams. A les dècades de 1960 i 1970, les reivindicacions de sobirania de l'Argentina sobre Picton, Lennox i Nueva Islands a la Terra del Foc van portar els dos països a la vora de la guerra. El 1986, el congrés argentí va decidir que la part argentina de la Terra del Foc havia de ser una nova província. Això va passar el 26 d'abril de 1990.

## Geografia

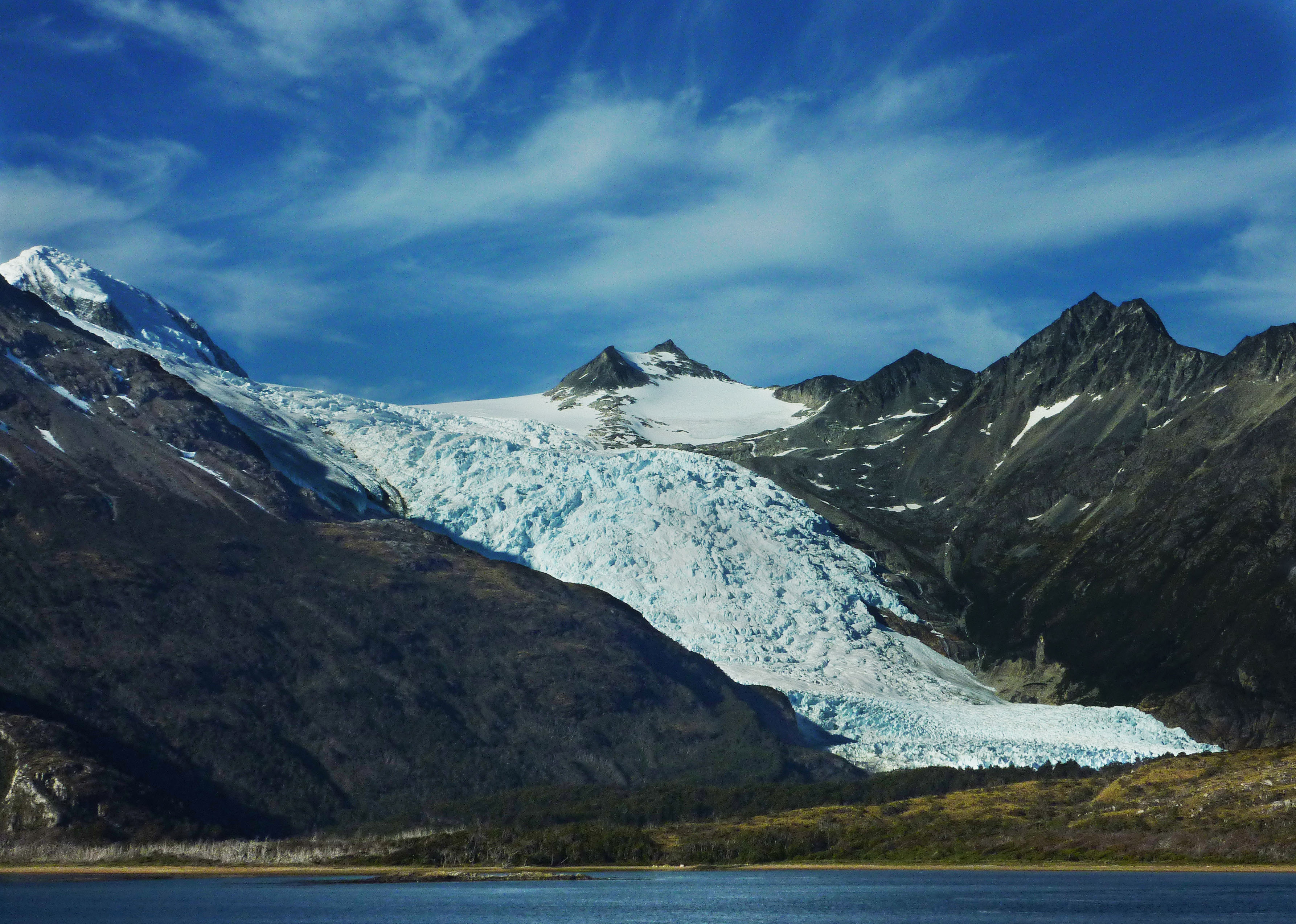
Glacera al Parc Nacional Alberto de Agostini (2011)

La part occidental de l'illa principal, i gairebé totes les altres illes, pertanyen a Xile. Formen part de la Regió de Magallanes i l'Antàrtica Xilena, la capital i capital de la qual és Punta Arenas, situada al continent a través de l'estret. Les ciutats xilenes més grans són Porvenir, capital de la província xilena de Terra del Foc, situada a l'illa principal, i, a l'illa de Navarino, Puerto Williams, que és la capital de la província de l'Antàrtica Xilena.
Puerto Toro es troba a pocs quilòmetres al sud de Puerto Williams. Sens dubte, és el poble més al sud del món. Les illes majoritàriament deshabitades al nord i a l'oest de l'illa principal formen part de la província de Magallanes.
La part oriental de l'illa principal i algunes petites illes del canal de Beagle pertanyen a l'Argentina. Formen part de la Terra del Foc, Territori Antàrtic i Província de les Illes de l'Atlàntic Sud, la capital de la qual és Ushuaia, la ciutat més gran de l'arxipèlag. L'altra ciutat important de la regió és Río Grande a la costa atlàntica.
La Cordillera Darwin, a la part sud-oest de l'illa principal, conté moltes glaceres que arriben a l'oceà. Tot i que abans es pensava que el mont Darwin era la muntanya més alta de l'arxipèlag, aquesta distinció pertany ara al Monte Shipton, no oficialment, amb 2.580 m.
La topografia de la Terra del Foc es pot dividir en quatre regions: una regió exterior de l'arxipèlag (Región Archipielágica) al sud i a l'oest, una regió muntanyosa al sud (Región Cordillerana), una regió de planes (Región de las Planicies Orientales) més una zona subandina entre les dues últimes zones (Región Sub-Andina Oriental).

### Geologia
La geologia de l'arxipèlag es caracteritza pels efectes de l’orogènia andina i les repetides glaciacions del Plistocè. La geologia de l'illa es pot dividir en grans unitats orientades est-oest. Les illes del sud-oest de l'arxipèlag, inclòs el cap d'Hornos, formen part del batolith de la Patagonia del Sud, mentre que la serralada de Darwin i l'àrea al voltant del canal de Beagle formen la serralada principal que acull les muntanyes més altes. El plec i el cinturó d'empenta de Magallanes s'estén al nord del fiord d'Almirantazgo i del llac Fagnano, i al nord d'aquest s'hi troba l'avantpaís de Magallanes, una antiga conca sedimentària que acull reserves d'hidrocarburs. Se sap que l'ortogneis datada en 525 milions d'anys és la base d'alguns dels pous de petroli al nord de la Terra del Foc.
La falla de Magallanes-Fagnano, una falla de lliscament a la dreta travessa la part sud de l'illa principal d'oest a est. Es tracta d'una falla activa, situada a l'interior i paral·lela al plec i al cinturó d'empenta de Fuegi, i marca el límit entre un cinturó meridional de meta sediments paleozoics i un cinturó mesozoic septentrional de seqüències sedimentàries. El llac Fagnano ocupa una depressió tallada per glaceres en una conca separada que s'ha desenvolupat al llarg de la zona de la falla de Magallanes-Fagnano.

### Clima

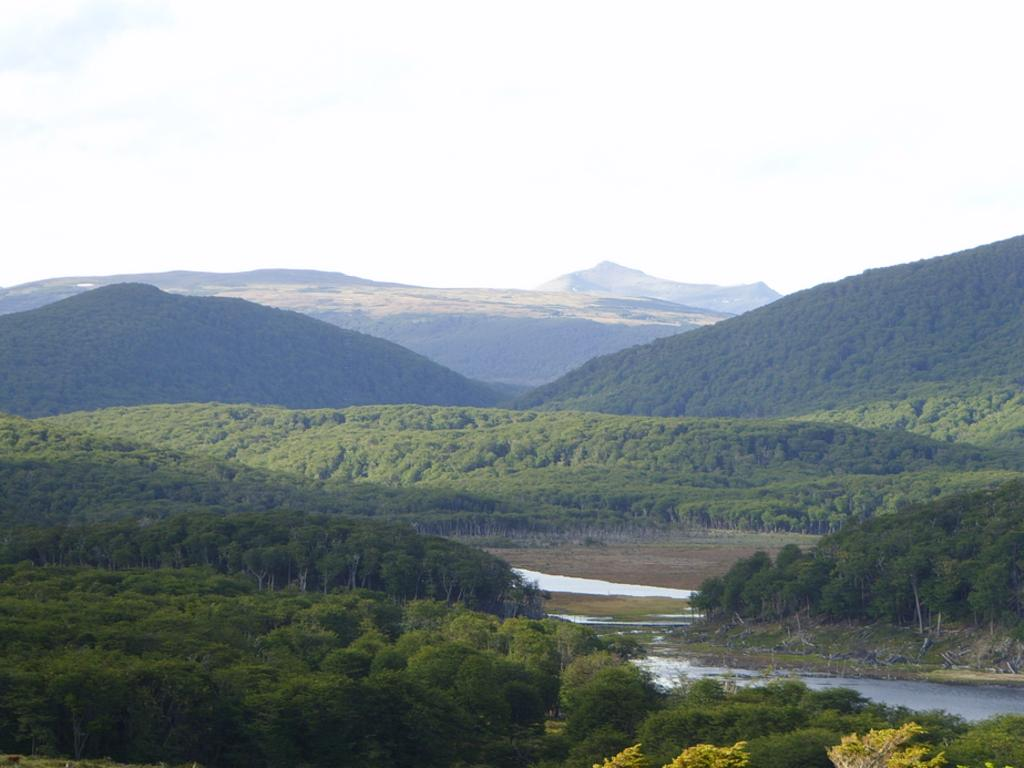
Vall prop del canal de Beagle (2009)

La regió de la Terra del Foc té un clima oceànic subpolar (classificació climàtica de Köppen Cfc) amb estius curts i frescos i hiverns llargs, humits i moderadament suaus: la precipitació és de 3000 mm de mitjana. un any a l'extrem oest, però les precipitacions disminueixen ràpidament cap al costat est. Les temperatures són estables durant tot l'any: a Ushuaia amb prou feines superen 9 °C als estius i mitjana 0 °C als hiverns. A l'estiu es poden produir nevades. Els estius freds i humits ajuden a preservar les antigues glaceres. Les illes més meridionals posseeixen un clima subantàrtic propi de la tundra que fa impossible el creixement dels arbres. Algunes zones de l'interior tenen un clima polar. Les regions del món amb climes similars al sud de la Terra del Foc són: les Illes Aleutianes, Islàndia, la península d'Alaska, les illes Fèroe, l'illa Macquarie i les illes Heard i McDonald.